# Koteleanka, Rujîn
Koteleanka (în ucraineană Котелянка) este un sat în comuna Bilîlivka din raionul Rujîn, regiunea Jîtomîr, Ucraina.

## Demografie
Componența lingvistică a localității Koteleanka
     Ucraineană (94,57%)
     Rusă (3,88%)
     Alte limbi (1,56%)
Conform recensământului din 2001, majoritatea populației localității Koteleanka era vorbitoare de ucraineană (94,57%), existând în minoritate și vorbitori de rusă (3,88%).